# Agnetha Fältskog
Agnetha Åse Fältskog, švedska glasbenica, * 5. april 1950, Jönköping.
Agnetha je zaslovela kot pevka v skupini ABBA.

## Zgodnje otroštvo
Agnetha (ponekod poznana tudi kot Anne) se je rodila 5. aprila 1950 v Jönköpingu na Švedskem. Ima še dve mlajši sestri. Njen oče je Knut Ingvar Fältskog (1922—1995), njegova žena pa Birgit Margareta Johansson (1923—1994). Agnetha je prvo pesen napisala pri šestih letih, imenovala pa se jeTvå små troll (Dva mala trola). Leta 1958 se je začela učiti klavir, pela pa je tudi v zboru v cerkvi.

## Kariera na Švedskem
Delala je kot telefonistka v avtomobilskem podjetju, kasneje pa se je pridružila tudi lokalni plesni skupini. Skupina je kmalu postala popularna, zato se je morala odločiti med službo in pevsko kariero. Petje je nadaljevala naslednji dve leti z Bernt Enghardt.